# Iglesia de Nuestra Señora de las Mercedes (Papudo)

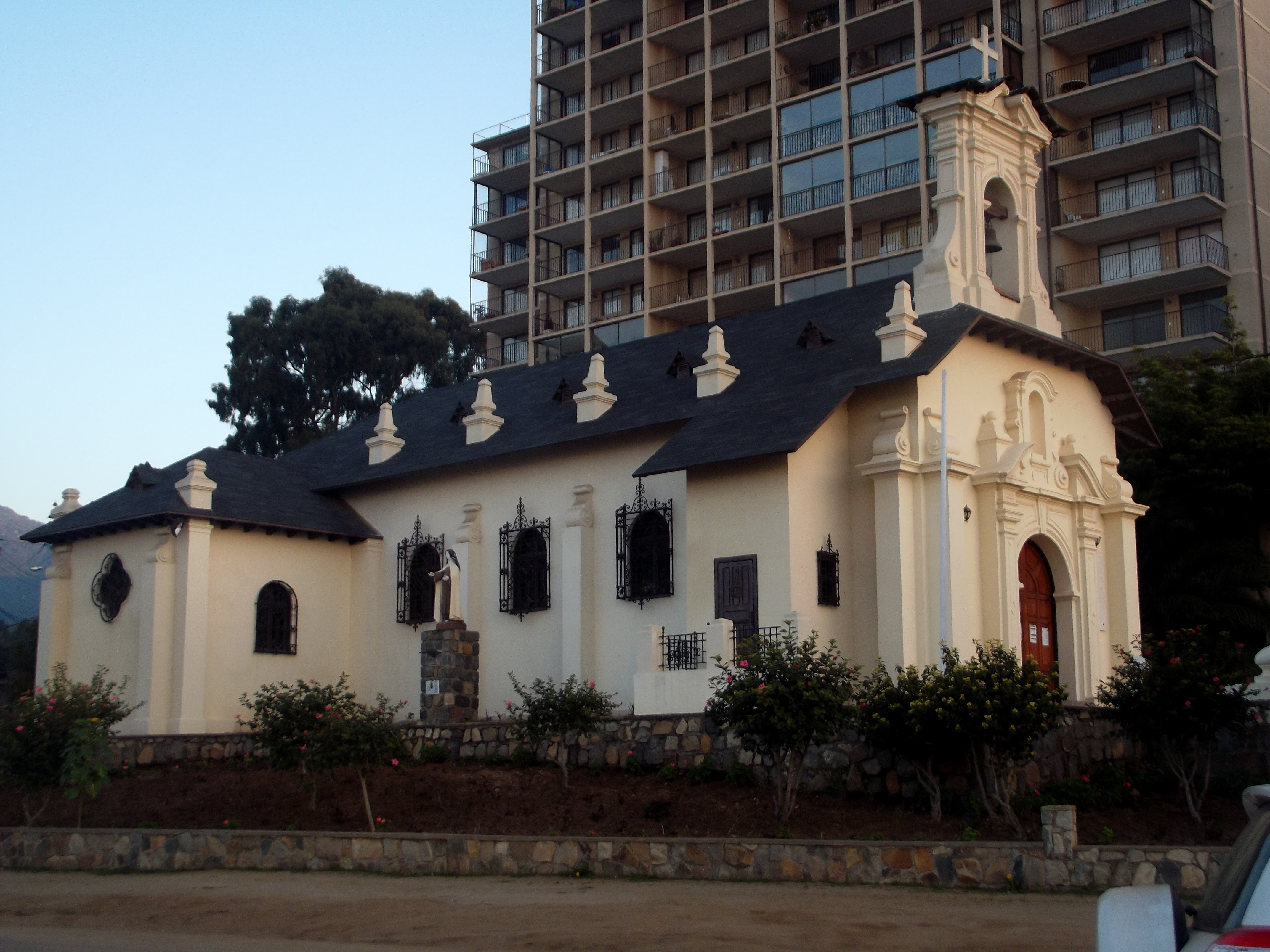
Vista lateral de la iglesia

La Iglesia Nuestra Señora de Las Mercedes se ubica en la comuna de Papudo, región de Valparaíso, Chile. Se inauguró en 1918, obra del arquitecto chileno Alberto Cruz Montt. La construcción posee un estilo neocolonial con detalles neogóticos, especialmente en la fachada frontal. La capilla fue declarada Monumento Nacional de Chile, en la categoría de Monumento Histórico, mediante el Decreto Exento N.º 532, del 20 de noviembre de 1995.

## Historia
Papudo nació como un puerto rodeado por haciendas de privados. A principios del siglo XX se consolidó la idea de convertir al puerto en un balneario, gracias a la llegada del ferrocarril al pueblo. Así es como llegaron las primeras familias de veraneantes al sector. Para mediados del siglo Papudo se volvió un área puramente turística y se mantiene así hasta la actualidad.
La iglesia se inauguró el 9 de marzo de 1918. Su arquitecto fue Alberto Cruz Montt, quien también diseñó el edificio del Banco Central y el Club de la Unión. Además, se edificó una casa parroquial, pero fue demolida en la década del 2000 para levantar en su lugar un edificio de departamentos. Este hecho motivó a los habitantes de Papudo a solicitar la declaración de monumento histórico para la iglesia.
La Iglesia fue usada como locación de la famosa teleserie Sucupira  y de su Spin off.

## Descripción
La iglesia está ubicada frente a la playa de Papudo. Tiene una forma de cruz latina y posee una sola nave. El monumento es de estilo Neocolonial, representativo de la época. La fachada de acceso posee detalles de corte barroco. Además posee un campanario adosado a la nave. Tanto el transepto como la nave poseen contrafuertes hacia el exterior, y en cada uno de estos hay ventanas. Cada ventana posee protecciones de fierro forjado. También destacan los canecillos en los bordes de la cubierta, tallados en madera. La cubierta está construida con pequeñas tejuelas de madera. La estructura de la techumbre es visible desde el interior de la iglesia, que está hecha de vigas de madera tallada. Entre los agregados del monumento destacan los confesionarios, tallados en madera, y los faroles de fierro forjado.